# Jean-Guy Lemieux
Pour les articles homonymes, voir Lemieux.
Jean-Guy Lemieux, né le 17 février 1947 à Saint-Cœur-de-Marie, est un avocat et homme politique québécois, député de Vanier à l'Assemblée nationale du Québec sous la bannière du Parti libéral du Québec des élections générales de 1985 aux élections générales de 1994, durant lesquelles il ne se représente pas. Il est plus tard actif dans la politique municipale de la ville de Québec, et finit deuxième dans la course à la mairie lors des élections municipales de 1997. Le Parti des citoyens, le parti qu'il a fondé, remporte deux sièges durant cette élection, et finit par disparaître au début de 2001. Il est candidat de l'Action démocratique du Québec dans Taschereau lors des élections générales de 2003, mais finit troisième.

## Biographie

### Jeunesse et carrière avant la politique
Jean-Guy Lemieux naît le 17 février 1947 à Saint-Cœur-de-Marie du journalier Léopold Lemieux et de Brigitte Larouche. Il effectue ses études secondaires au Collège de Jonquière, puis poursuit ses études universitaires à l'Université Laval. Il reçoit sa licence de droit en 1974 et est admis au barreau l'année suivante. 
La même année, il est avocat plaidant au ministère de la Justice. De 1975 à 1976, il est secrétaire administratif et avocat-conseil du ministre des Consommateurs, Coopératives et Institutions financières, puis du ministre de l'Immigration. En 1977, il est avocat-conseil à la Commission de la santé et de la sécurité du travail et est aussi membre de l'Association du Barreau canadien cette année-là jusqu'en 1978. À partir de 1977, il est membre de l'Institut canadien des affaires internationales (en). Il est adjoint spécial du ministres fédéral des Postes Gilles Lamontagne en 1978. De 1979 à 1981, il est avocat dans le cabinet Blouin, Lemieux et Associés. De 1981 à 1985, il est avocat pour l'Office de recrutement et de sélection du personnel.

### Carrière politique
Aux élections générales québécoises de 1985, il est élu député de Vanier sous la bannière du Parti libéral. Du 11 février 1986 au 24 juillet 1994, il est président de la Commission du budget et de l'administration,. Le 20 mars 1986, Lemieux soumet une pétition de 1600 voix pour relancer le programme de reconstitution des débats à l'Assemblée nationale, programme qui avait été suspendu. Aux élections 1989, Jean-Guy Lemieux est réélu. Le rapport publié par sa commission en 1990 remet en cause la « doctrine de la responsabilité ministérielle » en place au Québec à l'époque et propose une révision de l'imputabilité des hauts-fonctionnaires. Il urge notamment la sous-commission de la réforme parlementaire à étudier le rôle du témoignage de sous-ministres sur l'imputabilité des ministres. En même temps, peu après l'échec de l'Accord du lac Meech, qui permettrait un statut plus autonome pour le Québec, l'opinion générale envers les Libéraux descend. C'est ainsi que l'ancien ministre fédéral Lucien Bouchard annonce son intérêt de se lancer en politique provinciale. Robert Bourassa, chef du Parti libéral, sentant son parti menacé par une nouvelle coalition qui unirait mieux les Québécois, décide d'être le porte parole du Québec pour les négotiations avec le gouvernement fédéral après l'échec de l'accord. Jean-Guy Lemieux, Lucien Bouchard, Michel Després, député libéral de Limoilou, Georges Farrah, député libéral des Îles-de-la-Madeleine, le député fédéral Jean Lapierre et le chef du NPDQ Jean-Paul Harney se réunissent au restaurant Continental à Québec pour discuter des prochains plans de Bourassa en secret. Il ne se représente pas aux élections de 1994. 
En juin 1996, il devient directeur général de l'administration à la Commission des normes du travail, et devient secrétaire général le 29 décembre 1999. 
Après s'être retiré de la politique provinciale, Lemieux décide de tremper dans la politique municipale de la ville de Québec. Il fonde le Parti des citoyens de Québec le 9 octobre 1996. Aux élections municipales de 1997, le Parti des citoyens fait face au maire sortant Jean-Paul L'Allier et son Rassemblement populaire, au Progrès civique de Georges Lalande et à l'indépendant Patrice Fortin, une figure locale bien appréciée. Les sondages montrent la popularité encore majoritaire de L'Allier, mais les partis de Lemieux et Lalande ont encore des chances. Les débats municipaux sont caractérisés par des critiques nombreuses entre Lalande et Lemieux, et une présence mineure de L'Allier. En septembre et en octobre, il fait campagne dans la ville en porte-à-porte. Le 2 novembre, jour des élections, son parti obtient deux sièges, et Lemieux finit deuxième dans la course à la mairie face au maire sortant qui renouvelle un troisième et dernier mandat. En tant qu'opposition municipale, Jean Lemieux critique l'augmentation des taxes par L'Allier due à la « dette de la Capitale nationale » et critique le grand nombre de fonctionnaires employés par la ville. Son parti est dissout en février 2001 et Lemieux quitte la politique municipale,. 
En novembre 2002, Lemieux annonce son intention de se présenter aux élections provinciales de 2003 avec l'Action démocratique du Québec de Mario Dumont dans Vanier. En février 2003, il confirme sa candidature dans la circonscription de Taschereau. Il fait face au libéral Michel Beaudoin et à la députée péquiste sortante Agnès Maltais. Au jour des élections, il finit troisième,.

## Résultats électoraux
|                                                                                               | Nom                      | Parti               | Nombre de voix | %      | Maj.  |
| --------------------------------------------------------------------------------------------- | ------------------------ | ------------------- | -------------- | ------ | ----- |
|                                                                                               | Agnès Maltais (sortante) | Parti québécois     | 12 930         | 38,9 % | 1 690 |
|                                                                                               | Michel Beaudoin          | Libéral             | 11 240         | 33,9 % | -     |
|                                                                                               | Jean-Guy Lemieux         | Action démocratique | 6 537          | 19,7 % | -     |
|                                                                                               | Alain Marcoux            | UFP                 | 1 176          | 3,5 %  | -     |
|                                                                                               | Dominic Lapointe         | Vert                | 731            | 2,2 %  | -     |
|                                                                                               | Benjamin Kasapoglu       | Bloc pot            | 389            | 1,2 %  | -     |
|                                                                                               | Patrice Fortin           | Indépendant         | 102            | 0,3 %  | -     |
|                                                                                               | Alain Cyr                | Indépendant         | 95             | 0,3 %  | -     |
| Total                                                                                         | Total                    | Total               | 33 200         | 100 %  |       |
| Le taux de participation lors de l'élection était de 69,4 % et 456 bulletins ont été rejetés. |                          |                     |                |        |       |

| Suffrages exprimés | Suffrages exprimés | Suffrages exprimés           | 55 140    |             |  |  |
|                    |                    |                              |           |             |  |  |
|                    | Candidat           | Parti                        | Suffrages | Pourcentage |  |  |
|                    | Jean-Paul L'Allier | Rassemblement Populaire      | 22 075    | 40,03 %     |  |  |
|                    | Jean-Guy Lemieux   | Parti des citoyens de Québec | 17 322    | 31,41 %     |  |  |
|                    | Georges Lalande    | Progrès civique              | 14 886    | 27 %        |  |  |
|                    | Patrice Fortin     | Indépendant                  | 857       | 1,55 %      |  |  |

|                                                                                               | Nom                        | Parti              | Nombre de voix | %      | Maj.  |
| --------------------------------------------------------------------------------------------- | -------------------------- | ------------------ | -------------- | ------ | ----- |
|                                                                                               | Jean-Guy Lemieux (sortant) | Libéral            | 16 650         | 54,1 % | 4 814 |
|                                                                                               | Jean Corriveau             | Parti québécois    | 11 836         | 38,5 % | -     |
|                                                                                               | Ysabel Provencher          | NPD Québec         | 1 131          | 3,7 %  | -     |
|                                                                                               | André Rodrigue             | Indépendant        | 962            | 3,1 %  | -     |
|                                                                                               | Claude Moreau              | Marxiste-léniniste | 169            | 0,5 %  | -     |
| Total                                                                                         | Total                      | Total              | 30 748         | 100 %  |       |
| Le taux de participation lors de l'élection était de 74,2 % et 776 bulletins ont été rejetés. |                            |                    |                |        |       |

|                                                                                             | Nom                              | Parti               | Nombre de voix | %      | Maj.  |
| ------------------------------------------------------------------------------------------- | -------------------------------- | ------------------- | -------------- | ------ | ----- |
|                                                                                             | Jean-Guy Lemieux                 | Libéral             | 16 668         | 54,9 % | 4 797 |
|                                                                                             | Jean-François Bertrand (sortant) | Parti québécois     | 11 871         | 39,1 % | -     |
|                                                                                             | Maurice Gagnon                   | NPD Québec          | 1 671          | 5,5 %  | -     |
|                                                                                             | Isabelle Thériault               | Socialisme chrétien | 155            | 0,5 %  | -     |
| Total                                                                                       | Total                            | Total               | 30 365         | 100 %  |       |
| Le taux de participation lors de l'élection était de 77 % et 627 bulletins ont été rejetés. |                                  |                     |                |        |       |